# معسكر بيرغن بيلسن للنازحين

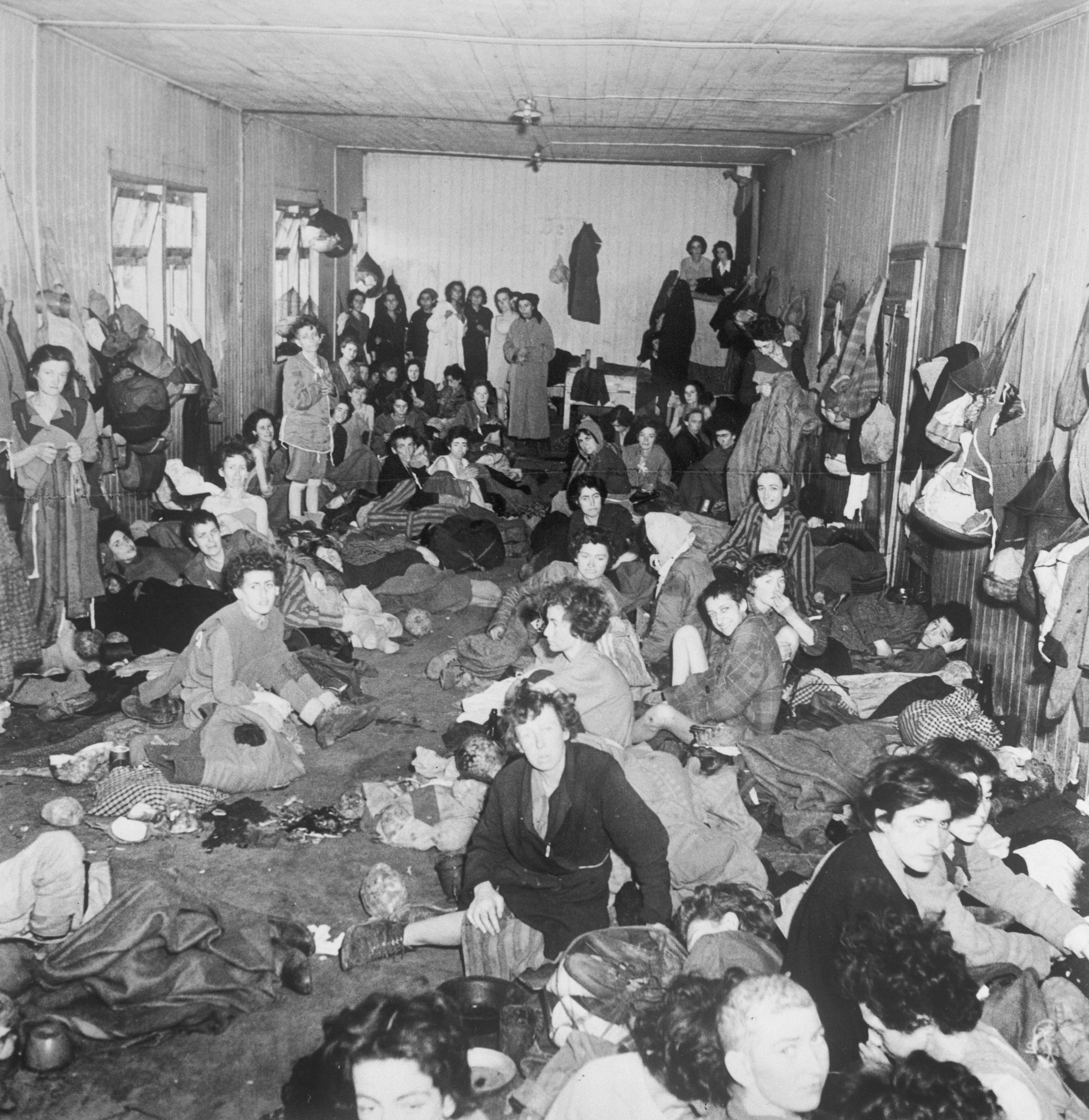

معسكر بيرغن بيلسن للنازحين هو مخيم لاجئين للاجئين بعد الحرب العالمية الثانية، في ولاية سكسونيا السفلى في شمال غرب ألمانيا، جنوب غرب بلدة بيرغن بالقرب من تسيله. عمل من صيف عام 1945 حتى سبتمبر 1950. لبعض الوقت، كان مخيم بلزن أكبر معسكر يهود في ألمانيا والوحيد في منطقة الاحتلال البريطاني التي يبلغ عدد سكانها اليهود حصريًا. :34 كان المخيم تحت السلطة البريطانية ويشرف عليه إدارة الأمم المتحدة للإغاثة والتأهيل (أونرا) مع مديري المخيم الذي شمل سيمون بلومبرج. اليوم، المخيم هو ثكنات للجيش الألماني، بعد أن كان قاعدة للجيش البريطاني (انظر محطة Hohne ) حتى عام 2015.

## الموقع والتأسيس
في 15 أبريل 1945، حرر الجيش البريطاني معسكر بيرغن بيلسن، الذي سلمه حراس القوات الخاصة دون قتال. تسببت الأمراض والحالة الرهيبة غير الصحية لمباني معسكرات الاعتقال في قيام الجيش البريطاني بنقل السجناء السابقين وحرق أكواخ السجناء في نهاية المطاف. أصبح الناجون من معسكر الاعتقال أول المقيمين في معسكر النازحيين القادم، والذي كان على بعد حوالي 2 كم من منطقة معسكر الاعتقال الرئيسي، في ثكنات الجيش الألماني السابقة،  :60 التي أصبحت فيما بعد معسكرًا للجيش البريطاني، والمعروفة باسم محطة Hohne. في البداية، استخدم الطاقم الطبي البريطاني المباني في Panzertruppenschule السابق (مدرسة لقوات بانزر) كمستشفى طوارئ لعلاج السجناء السابقين بعيدًا عن الظروف الكارثية لمعسكر الاعتقال. في 21 أبريل، تم نقل المرضى الأوائل إلى الموقع الجديد وتطهيرهم وإصدار ملابس جديدة لهم. تم الانتهاء من حركة الأشخاص هذه بحلول 18 مايو، وفي ذلك الوقت كان في الثكنات السابقة حوالي 12000 سرير مستشفى. كما نقل البريطانيون الجنود الألمان الجرحى من الفيرماخت Reservelazarett (مستشفى احتياطي في غابة من شجرة التنوب القريبة) إلى المستشفيات المدنية وأضافوا Reservelazarett إلى مساحة المستشفى الخاصة بهم. وقد أدى ذلك إلى زيادة عدد الأسرة المتاحة بمقدار 1600 سرير إضافي. في غضون الأسابيع الأربعة الأولى، تم نقل حوالي 29000 ناج من معسكر اعتقال بلسن إلى مستشفى الطوارئ. :28 توفي حوالي 14000 سجين سابق بعد التحرير على الرغم الجهود التي يبذلها الجيش البريطاني والصليب الأحمر البريطاني والعديد من الآخرين من جنسيات مختلفة. :29 بحلول يونيو 1945، كان حوالي 11000 من السجناء السابقين ما زالوا بحاجة إلى علاج طارئ. :305
تأسس المعسكر في يوليو 1945  عن طريق تحويل أجنحة المستشفى إلى أماكن للمعيشة.